# 查尔斯·沃尔夫 (篮球教练)
查尔斯·沃尔夫（Charles Wolf）是前美国职业篮球教练。
沃尔夫执教过两支NBA球队，分别是从1960至1963年期间执教的辛辛纳提皇家以及1963至1964年期间执教的底特律活塞。
| 前任： 汤姆·马绍尔 | 辛辛纳提皇家 主教练 1960–1963 | 繼任： 杰克·麦克马洪   |
| 前任： 迪克·马奎尔 | 底特律活塞 主教练 1963–1964   | 繼任： 戴夫·德布斯切尔 |